# Bottle Episode (Сімпсони)
«Bottle Episode» (укр. «Пляшкова серія») — тринадцята серія тридцять шостого сезону мультсеріалу «Сімпсони», прем'єра якої відбулась 29 грудня 2024 року у США на телеканалі «Fox».
Серія присвячена пам'яті сценариста Вільяма Райта, який помер 16 грудня.

## Сюжет
Смізерс виконує щоденні завдання, які йому доручив містер Бернс, хоча більшість із них Вейлону не подобається робити. Щоб відсвяткувати завершення списку справ, Бернс і Смізерс випивають пляшку шато Бордо 1945 року.
На Спрінґфілдській АЕС Смізерс бере Гомера Сімпсона для додаткової роботи. Вони приїжджають до порта, куди прибуває сейф із пляшкою давнього вина «Gevrey-Chambertin», яке колись належало Наполеону. Містер Бернс купив її і Гомер потрібен, щоб безпечно доставити пляшку до маєтка Бернса. Раптово бос телефонує Вейлону, і той залишає Гомера наодинці.
На жаль, Гомер одразу ж втрачає пляшку вина, і вона котиться містом з рук в руки. Зрештою, Гомерові вдається впіймати пляшку. Він повертається додому та вирішує сховати пляшку в сейфі в гаражі.
Мардж кличе Гомера обідати — чудовий суп. Коли Гомер розпитує про інгредієнти, то одним з них виявляється вино, яке Мардж взяла із шафки на кухні. Гомер з'ясовує, що в сейфі була дірка до кухні, яку він не помітив через кулю для боулінга, тож Мардж таки використала давнє вино Бернса для приготування супа.
До них приходить Смізерс, і вони зізнаються в тому, що сталося. Однак, в музичному номері Гомер переконує Вейлона і Мардж зробити те, що він завжди робить, — приховати проблему.
Ліса нагадує, що будь-який алкоголь — це просто хімія, і тому їм просто потрібно знайти когось, хто знає хімію. Вони йдуть до професора Фрінка, і переконують його допомогти їм. Він створює замінник «Gevrey-Chambertin». Під час зустрічі Бернса зі знавцями вина, всі справді думають, що п'ють давнє вино.
Вночі Мардж і Вейлон п'ють вино і святкують вирішення проблеми. Мардж пропонує Смізерсу стати Робін Гудами, які фальсифікують вино: продавати фальшиве вино багатим, а отримані гроші роздавати бідним. Вейлон погоджується.
В аукціонному домі Гевелбі вони успішно продають нову пляшку підробленого вина за 2 мільйони доларів. Однак, по його завершенні Мардж і Смізерса заарештовують за підробку вина та відправляють до винної в'язниці. Наступного дня їх доставляють до Спрінґфілдського винного суду, де Мардж зізнається у скоєному.
Тим часом вдома Гомер миє посуд, і картає себе, що винний в арешті Мардж. Барт і Ліса просять його знову прикрити проблему, але він відмовляється.
На засіданні при оголошенні вироку суддя несподівано оголошує вино справжнім, а Мардж і Смізерса — невинними. З'являється Бернс і каже, що він підкупив суддю. Його попередив Гомер.
Мардж вкрала чек на 2 мільйони доларів і пропонує Смізерсу втілити задуми для бідних. Разом вони відкривають дитячу лікарню, випускають живих качок на природу тощо.
У сцені під час титрів показано, як при доставці до винної в'язниці Мардж і Смізерса представляли іншим винним злочинцям.

## Виробництво
Cценарист і співвиконавчий продюсер серії Роб Лазебник цікавився предметами мистецтва та іншими предметами, що мають емоційну й історичну цінності. Його надихнув музичний видавець Харді Роденсток, який був колекціонером вина і стверджував, що знайшов пляшки, що належали Томасу Джефферсону. Лазебник написав серію у співавторстві зі своїм сином Джонні, який представив точку зору Мардж на вино, оскільки він мав менше досвіду з вином. Водночас Роб представив більш досвідчену точку зору через Смізерса.
За словами Джонні Лазебника, «у кімнаті сценаристів „Сімпсонів“ було багато любителів вина, які хотіли, щоб цей епізод продемонстрував, що вино — це і мистецтво, і наука, і що його важко підробити».
За словами Роба Лазебника, у творчої команди були різні варіанти пародії на картину Яна Вермера «Дівчина з перловою сережкою», яку має містер Бернс. Було обрано варіант із сережкою в носі, що найбільш схожа до оригіналу.

## Культурні відсилання та цікаві факти
- На стіні офіса у Смізерса є його фотографії з Майклом де Ґраафом, колишнім Вейлона з попередньої серії Джонні Лазебника «Portrait of a Lackey on Fire»[4].
- Серед речей в сейфі Гомера зберігаються[5]:
  - оригінальний кадр Рабка з епізода 8 сезона «The Itchy & Scratchy & Poochie Show»;
  - ребургер із серії 14 сезона «I'm Spelling as Fast as I Can» тощо.
- Фантазії про Мардж і Смізерса як Робін Гудів зроблено у стилі анімаційного фільму «Робін Гуд» 1973 року[6].
- Спрінґфілдський винний суд засновано на суді із трилера «Анатомія падіння» 2023 року[7].
- Одного з геїв у гей-барі змальовано зі співавтора сценарію Джонні Лазебника на його власне прохання[8]. Джонні насправді є геєм.

## Ставлення критиків і глядачів
Під час прем'єри серію переглянули 3,31 млн осіб, з рейтингом 0.7, що зробило її найпопулярнішим шоу тієї ночі.
Джон Шварц із сайту «Bubbleblabber» оцінив серію на 8/10, сказавши, що серія «подає гарний високий келих якісного епізоду, який, безсумнівно, сподобається шанувальникам елітного гумору».
Водночас Майк Селестіно з «Laughing Place» сказав:
|  | Остання третина цієї серії — неймовірно дурна, але все одно досить весела, щоб працювати, на відміну від [роботи] минулого тижня, яка, можливо, мала більше логічно обґрунтованих ідей, але не розсмішила мене так сильно… Крім того, мені сподобалося бачити команду Смізерса і Мардж, яку я, чесно кажучи, не впевнений, чи бачили ми коли-небудь раніше, але це альянс, який натискає, тому що вони можуть співчувати тому, що їм доводиться ладнати зі своїми іншими, чи то чоловіки чи боси-мільярдери… Також було смішно, коли Бернс думав, що Мардж і Смізерс одружені. |

На сайті «Me Blog Write Good» відзначили, що «це, безумовно, непогана серія, оскільки тут є кілька хороших жартів і цікавих ідей, які я хотів би детальніше розглянути, але я не можу не почуватися трохи занедбаним, враховуючи силу першого епізоду Джонні Лезебника [„Portrait of a Lackey on Fire“]».
У січні 2025 року сценаристів серії Роба і Джонні Лазебник було номіновано на премію Гільдії сценаристів Америки в області анімації 2024 року.